# Червената църква
 Тази статия е за късноантичната базилика в България.  За средновековната църква в Гърция вижте Червена църква (Вургарели).  
Червената църква „Света Богородица“ или Червената черква е християнски храм в руини, функционирал от IV до ХIV век, разположен край град Перущица. От 1927 г. е със статут на „Народна старина“, а през 1966 г. е обявен за паметник на културата от национално значение.
Представлява в най-високата си част централна четириконхална зала, която във всяка от четирите посоки има полуцилиндрични ниши, покрити с купол. От северната и от южната страна на сградата е имало издадени навън отделения. В северното отделение е имало басейн, облицован с розов мрамор, който е служел първоначално като терми, а по-късно като баптистерий – в него са се извършвали кръщенията на новите християни. Църквата е била изключително богато украсена, подът бил покрит с мозайка, а стените, облицовани донякъде с мраморни плочи, били покрити със стенописи.
За консервацията и ескпонирането ѝ към 2013 г. са изразходвани над 2,3 милиона лева и паметникът е официално открит на 19 април 2013 г. До нея води нова пешеходна алея с дължина 700 м и има изграден посетителски център.

## Местоположение
Руините на църквата са на около километър от Перущица, в полите на Родопите, на приблизително 20 km в посока югозапад от областния център Пловдив. До обекта се стига по пешеходна алея вляво от главния път (в посока град Перущица), пред която има малък паркинг. Има маркировъчна табела при отбивката от асфалтирания път към черквата.

## История
Църквата е римска сграда, изградена в IV или най-късно до началото на VI век при управлението на император Анастасий I. Тя има първоначално северен олтар, резултат на ранното християнско богослужения в първоначалните римски терми и митраеум – баня и храм на Митра. Подът е бил басейн, който впоследствие е устроен в под на църквата и баптистерий. Първоначалният градеж е за разположените в тази област римски легионери, построили за нуждите си терми, доказателство за което е откритият в църквата басейн. Впоследствие с разпространението на култа към древноиранския бог Митра, когото римските легионери възприели за свой покровител, при термите е издигнат митраеум. Следа от тях също е намиращият се под църквата сладководен извор с направена чешма, чийто камък е пробит по цялата си дължина, а от сърцевината му тече вода. Този камък препраща към легендата на бог Митра, който пробивал камък със стрела и оттам потичала вода. Останка от съществувалия тук митраеум е един стенопис, който и християнско време не е заличен – възраждането на бог Митра от червено яйце. Със сигурност Червената църква е една от най-старите църкви в Европа. Веднага след свикания Вселенски събор в Сердика през 343 г., в цяла Тракия започнало строителство на култови сгради, сред които имало и такива, предназначени да съхраняват паметта на мъчениците, загинали за утвърждаване на християнството. Мястото е внимателно подбрано. „Червената църква“ е построена в близост до старо езическо светилище. Близо е до важния византийски град Филипопол (дн. Пловдив) и до най-важните пътища от Тракия за Бяло море и от Константинопол за Западна Европа. Първоначално устроената тук църква е изпълнявала функциите на мартирий – култова сграда, предназначена да съхранява паметта на мъченици, загинали за утвърждаване на християнството, а в един по-късен период от своето съществуване според преданието е служила и за лятна резиденция на византийски велможи. Намерени са запазени по стените фрески. Според Креса Стоянова, главен уредник на Историческия музей в Перущица „арката е уникална, а е открит там и „баптистерий“ изграден с розов мрамор, във формата на кръст, където почитали са там 7 християнски мъртъвци от този район на Тракия. Предполага се, че храмът е бил известен в миналото с изцелителните мощи на християнски мъченик, загинал за утвърждаване на вярата по тези земи. Намирала се е сред праисторическия, античен и средновековен град Драговец.
Храмът е бил посветен на Света Богородица. Името си „Червената църква“ получава заради типичните римски тухли и розов хоросан, от които е изграден.

## Архитектура
Централната и най-висока част на църквата е 4-конхалната зала – около централен квадрат са разположени на запад, север и юг по 1 конха (полуцилиндрична ниша, покрита с купол в стената). На изток в 4-та конха е разположена олтарната апсида, пред която е оформено предапсидно пространство. Извънредно високите и удължени конхи поддържат полусферичен купол, издигнат върху стълбове с хоризонтално сечение във формата на Г(L). Северната и южната конха са заобиколени със засводени полукръгли коридори. На запад наосът (централната квадратна зала) завършва с два нартекса и портик пред тях. Симетрията на сградата се нарушава от двете придадени от юг и север отделения. Вътрешният нартекс осигурява връзка с долепения до него параклис, заваршващ с апсида на изток. Външният нартекс се свързва с малък баптистерий, изграден на запад. Басейнът (купел) е облицован с розов мрамор. Всички помещения били засводени. Размерите на църквата са 32/26 m. Съчетани с оригиналното пространство изграждане, те свидетелстват за една изключителна по замисъл и изпълнение архитектурна творба.
Червената църква била богато украсена. Подът ѝ бил покрит с мозайка, а стените до известна височина облицовани с мраморни плочи, над които следвали стенописи. Специалистите смятат, че откритите два пласта стенописи са изработени между VI и XI век.
Днес са запазени само арка на храма, която е напукана и това е наложило укрепването ѝ, отделни стени и части от купола, който е бил с диаметър 8 m и височина 27 – 30 m.  От някогашната богата украса на храма е запазено съвсем малко – част от стенописите и мозайките на храма се съхраняват в НИМ, друга част са изложени в Историческия музей в Перущица, но има и стенописи, които на място са изложени на атмосферните влияния и се рушат. Според ЮНЕСКО те са уникални и наподобяват образците на базиликите в италианския град Равена и Синайските манастири. По-ранните фрески, от началото на VI век, са с по-добро качество, отколкото тези от XII век и затова в реставрацията са оставени по-ранните фрески. Руините на Червената църква достигат от 14 m височина. Достигнала до наши дни като величествени останки, църквата е един от най-забележителните раннохристиянски паметници в Югоизточна Европа.

## Галерия
- Галерия на запазените стнописи